# Drepanophorus serraticollis
Drepanophorus serraticollis är en djurart som tillhör fylumet slemmaskar, och. Drepanophorus serraticollis ingår i släktet Drepanophorus och familjen Drepanophoridae. Inga underarter finns listade i Catalogue of Life.